# Scott Heim
Scott Heim, né le 26 septembre 1966 à Hutchinson, au Kansas, est un écrivain américain.

## Biographie
Scott Heim est né à Hutchinson, Kansas, au sein d'une petite communauté de fermiers. Après avoir étudié à l'université de Lawrence au Kansas, il décroche une licence en histoire de l'art et une maîtrise en littérature anglaise.
Son premier roman, Mysterious Skin, est publié en 1995, puis adapté sous le même nom au cinéma par Gregg Araki en 2004. 
En 1997, il publie In Awe son deuxième roman.
Après un long silence, il fait paraître en 2008 We Disappear, qui lui vaut le prix Lambda Literary du meilleur roman gay.

## Œuvre

### Romans
- Mysterieous Skin (Mysterieous Skin, 1995) / trad. Christophe Grosdidier. Vauvert : Au diable Vauvert, 10/2005, 407 p.  (ISBN 2-84626-090-7). Rééd. J'ai lu, coll. "Nouvelle génération" n° 8431, 09/2007, 344 p.  (ISBN 978-2-290-35499-5)
- In Awe (1997)
- Nous disparaissons (We Disappear, 2008) / trad. Christophe Grosdidier. Vauvert : Au diable Vauvert, 01/2009, 379 p.  (ISBN 978-2-84626-178-4)

### Poésie
- Saved From Drowning (1993)

### Nouvelles
Des nouvelles de Scott Heim sont parues dans les anthologies suivantes :
- Waves : An Anthology of New Gay Fiction (1994)
- Best American Gay Fiction (1996)
- Boys Like Us (1996)
- Personals : Dreams and Nightmares from the Lives of 20 Young Writers (1998)
- Best American Gay Fiction 3 (1998)
- Circa 2000 : Gay Fiction at the Millennium (1999)
- The Hot Spots: The Best Erotic Writing in Modern Fiction (2001)
- Travels in a Gay Nation: Portraits of LGBTQ Americans (2010)

## Adaptation cinématographique
- 2004 : Mysterious Skin, film américain réalisé par Gregg Araki